# ديفيد بيرنت (سياسي)
ديفيد بيرنت هو سياسي كندي، ولد في 1803، وتوفي في 1853.